# Папуа — Новая Гвинея на летних Олимпийских играх 2012
Папуа — Новая Гвинея принимала участие в летних Олимпийских играх 2012 года, которые проходили в Лондоне (Великобритания) с 27 июля по 12 августа, где её представляли 8 спортсменов в семи видах спорта. На церемонии открытия Олимпийских игр флаг Папуа — Новой Гвинеи несла бегунья Тоэа Висил, а на церемонии закрытия — тяжелоатлет Стивен Кари.
На летних Олимпийских играх 2012 Папуа — Новая Гвинея вновь не сумела завоевать свою первую олимпийскую медаль. Для пловца Райана Пини эта Олимпиада стала третьей в карьере. На этих Олимпийских играх спортсмены из Папуа — Новой Гвинеи впервые участвовали в соревнованиях по дзюдо.

## Состав и результаты

### Дзюдо
Мужчины
| Соревнование | Спортсмены    | 1/32 финала        | 1/16 финала               | 1/8 финала           | Четвертьфинал        | Полуфинал            | Финал                | Место |
| Соревнование | Спортсмены    | Соперник Результат | Соперник Результат        | Соперник Результат   | Соперник Результат   | Соперник Результат   | Соперник Результат   | Место |
| ------------ | ------------- | ------------------ | ------------------------- | -------------------- | -------------------- | -------------------- | -------------------- | ----- |
| до 66 кг     | Реймонд Овину | Не участвовал      | ARMА. Назарян П 0000:0100 | Завершил выступление | Завершил выступление | Завершил выступление | Завершил выступление | 17    |

### Лёгкая атлетика
Мужчины
Беговые виды
| Соревнование | Спортсмены    | Отборочный раунд | Отборочный раунд | Отборочный раунд | Полуфинал            | Полуфинал            | Полуфинал            | Финал                | Финал                |
| Соревнование | Спортсмены    | Забег            | Результат        | Место            | Забег                | Результат            | Место                | Результат            | Место                |
| ------------ | ------------- | ---------------- | ---------------- | ---------------- | -------------------- | -------------------- | -------------------- | -------------------- | -------------------- |
| 400 метров   | Нельсон Стоун | 3                | 46,71            | 6                | Завершил выступление | Завершил выступление | Завершил выступление | Завершил выступление | Завершил выступление |

Женщины
Беговые виды
| Соревнование | Спортсмены | Отборочный раунд | Отборочный раунд | Отборочный раунд | Четвертьфинал | Четвертьфинал | Четвертьфинал | Полуфинал             | Полуфинал             | Полуфинал             | Финал                 | Финал                 |
| Соревнование | Спортсмены | Забег            | Результат        | Место            | Забег         | Результат     | Место         | Забег                 | Результат             | Место                 | Результат             | Место                 |
| ------------ | ---------- | ---------------- | ---------------- | ---------------- | ------------- | ------------- | ------------- | --------------------- | --------------------- | --------------------- | --------------------- | --------------------- |
| 100 метров   | Тоэа Висил | 4                | 11,60            | 1                | 5             | 11,37         | 4             | Завершила выступление | Завершила выступление | Завершила выступление | Завершила выступление | Завершила выступление |

### Плавание
Мужчины
| Соревнование           | Спортсмены | Отборочный раунд | Отборочный раунд | Отборочный раунд | Полуфинал             | Полуфинал             | Полуфинал             | Финал                 | Финал                 | Итоговое место |
| Соревнование           | Спортсмены | Заплыв           | Результат        | Место            | Заплыв                | Результат             | Место                 | Результат             | Место                 | Итоговое место |
| ---------------------- | ---------- | ---------------- | ---------------- | ---------------- | --------------------- | --------------------- | --------------------- | --------------------- | --------------------- | -------------- |
| 100 метров баттерфляем | Райан Пини | 3                | 52,68            | 4                | Завершила выступление | Завершила выступление | Завершила выступление | Завершила выступление | Завершила выступление | 24             |

Женщины
| Соревнование             | Спортсмены   | Отборочный раунд | Отборочный раунд | Отборочный раунд | Полуфинал            | Полуфинал            | Полуфинал            | Финал                | Финал                | Итоговое место |
| Соревнование             | Спортсмены   | Заплыв           | Результат        | Место            | Заплыв               | Результат            | Место                | Результат            | Место                | Итоговое место |
| ------------------------ | ------------ | ---------------- | ---------------- | ---------------- | -------------------- | -------------------- | -------------------- | -------------------- | -------------------- | -------------- |
| 50 метров вольным стилем | Джудит Миури | 4                | 27,84            | 2                | Завершил выступление | Завершил выступление | Завершил выступление | Завершил выступление | Завершил выступление | 47             |

### Тхэквондо
Женщины
| Соревнование | Спортсмены  | 1/8 финала            | Четвертьфинал         | Полуфинал             | Утешительный раунд    | Утешительный раунд    | Финал                 | Место |
| Соревнование | Спортсмены  | 1/8 финала            | Четвертьфинал         | Полуфинал             | Первый раунд          | Бой за 3-е место      | Финал                 | Место |
| Соревнование | Спортсмены  | Соперник Результат    | Соперник Результат    | Соперник Результат    | Соперник Результат    | Соперник Результат    | Соперник Результат    | Место |
| ------------ | ----------- | --------------------- | --------------------- | --------------------- | --------------------- | --------------------- | --------------------- | ----- |
| до 49 кг     | Тереза Тона | JPNЭ. Касахара П 0:12 | Завершила выступление | Завершила выступление | Завершила выступление | Завершила выступление | Завершила выступление | 11    |

### Тяжёлая атлетика
Мужчины
| Соревнование | Спортсмены  | Рывок     | Рывок | Толчок    | Толчок | Всего | Место |
| Соревнование | Спортсмены  | Результат | Место | Результат | Место  | Всего | Место |
| ------------ | ----------- | --------- | ----- | --------- | ------ | ----- | ----- |
| до 85 кг     | Стивен Кари | 140       | 18    | 180       | 15     | 320   | 15    |

Женщины
| Соревнование | Спортсмены | Рывок     | Рывок | Толчок    | Толчок | Всего | Место |
| Соревнование | Спортсмены | Результат | Место | Результат | Место  | Всего | Место |
| ------------ | ---------- | --------- | ----- | --------- | ------ | ----- | ----- |
| до 53 кг     | Дика Туа   | 79        | 15    | 95        | 14     | 174   | 14    |